# Grabownica Starzeńska (gromada)
Grabownica Starzeńska – dawna gromada, czyli najmniejsza jednostka podziału terytorialnego Polskiej Rzeczypospolitej Ludowej w latach 1954–1972.
Gromady, z gromadzkimi radami narodowymi (GRN) jako organami władzy najniższego stopnia na wsi, funkcjonowały od reformy reorganizującej administrację wiejską przeprowadzonej jesienią 1954 do momentu ich zniesienia z dniem 1 stycznia 1973, tym samym wypierając organizację gminną w latach 1954–1972.
Gromadę Grabownica Starzeńska z siedzibą GRN w Grabownicy Starzeńskiej utworzono – jako jedną z 8759 gromad na obszarze Polski – w powiecie brzozowskim w woj. rzeszowskim na mocy uchwały nr 18/54 WRN w Rzeszowie z dnia 5 października 1954. W skład jednostki wszedł obszar dotychczasowej gromady Grabownica Starzeńska ze zniesionej gminy Grabownica Starzeńska w tymże powiecie. Dla gromady ustalono 19 członków gromadzkiej rady narodowej.
31 grudnia 1961 do gromady Grabownica Starzeńska włączono obszar zniesionej gromady Górki w tymże powiecie.
1 listopada 1972 do gromady Grabownica Starzeńska włączono wsie Lalin i Pakoszówka z gromady Jurowce ze zniesionego powiatu sanockiego w tymże województwie (pozostała, główna część gromady Jurowce weszła w skład nowo utworzonego powiatu bieszczadzkiego tamże).
Gromada przetrwała do końca 1972 roku, czyli do kolejnej reformy gminnej. 1 stycznia 1973 w powiecie brzozowskim reaktywowano gminę Grabownica Starzeńska.